# Diphyus tepidus
Diphyus tepidus är en stekelart som först beskrevs av Cameron 1885.  Diphyus tepidus ingår i släktet Diphyus och familjen brokparasitsteklar. Inga underarter finns listade i Catalogue of Life.